# Musica maestro (film 1946)
Musica maestro (Make Mine Music) è un film d'animazione del 1946 diretto da Jack Kinney, Clyde Geronimi, Hamilton Luske, Robert Cormack e Joshua Meador. 
È prodotto da Walt Disney e uscito negli USA il 20 aprile 1946 distribuito da RKO Radio Pictures. È l'8º Classico Disney.
Durante la seconda guerra mondiale, gran parte del personale di Walt Disney era arruolato nell'esercito, e quelli rimasti venivano chiamati dal governo degli Stati Uniti a fare film di formazione e di propaganda. Di conseguenza nello studio restarono incompiute numerose idee di storia. Al fine di mantenere la divisione lungometraggi in vita in questo momento difficile, lo studio produsse sei film collettivi tra cui questo, composto da vari segmenti indipendenti impostati sulla musica. Questo è il terzo film collettivo, dopo Saludos Amigos e I tre caballeros. Il film ricevette recensioni positive, ma il primo segmento, I Testoni e i Cuticagna, venne criticato per l'eccesso di violenza.
Il direttore musicale del film fu Al Sack. Il film partecipò in concorso al Festival di Cannes 1946, vincendo il Grand Prix International du dessin animé (Gran Premio Internazionale di disegno animato). È l'unico Classico Disney non disponibile su Disney+.

## Trama

### Episodi

#### I Testoni e i Cuticagna
Il primo segmento diretto da Jack Kinney è caratterizzato dal gruppo vocale radiofonico King's Men (sostituiti nell'edizione italiana dal Quartetto Cetra) che canta la storia di una faida tra due clan di montagna, interrotta quando due giovani provenienti da ogni lato si innamorano.

#### Palude Blu
Questo segmento, sempre diretto da Jack Kinney, contiene l'animazione originariamente destinata a Fantasia usando la composizione musicale Clair de Lune di Claude Debussy. Tuttavia, quando Musica, maestro! uscì Clair de Lune fu sostituita dalla nuova canzone Palude Blu, eseguita dai Ken Darby Singers (sostituiti nell'edizione italiana da Alberto Rabagliati).

#### Quando i gatti si riuniscono
Questo episodio (ancora diretto da Jack Kinney) fu uno dei due segmenti a cui contribuì Benny Goodman: un'inquadratura innovativa in cui la matita disegna le azioni mentre stanno accadendo, e in cui gli adolescenti degli anni '40 vengono trascinati dalla popular music.

#### Senza te
Questo segmento di Josh Meador è una ballata sull'amore perduto, cantata da Andy Russell (sostituito nell'edizione italiana da Natalino Otto).

#### Casey at the Bat
Questo segmento di Jack Kinney è caratterizzato da Jerry Colonna che recita l'omonima poesia di Ernest Thayer sul giocatore di baseball arrogante la cui sfrontatezza ed esagerata fiducia nelle proprie capacità, diventano la sua rovina.

#### Due silhouette
Questo segmento di Jack Kinney vede due ballerini live-action, David Lichine e Tatiana Riabouchinska, che si muovono in silhouette con sfondi animati e personaggi. Dinah Shore cantò la canzone del titolo.

#### Pierino e il lupo
Questo segmento di Clyde Geronimi è una drammatizzazione animata della composizione musicale del 1936 di Sergej Prokofiev, narrata dall'attore Sterling Holloway (sostituito nell'edizione italiana da Stefano Sibaldi). Un ragazzo russo di nome Pierino parte nella foresta per cacciare il lupo con i suoi amici animali: l'uccellino Sasha, l'anatra Sonia e il gatto Ivan. Ogni personaggio è rappresentato da un accompagnamento musicale specifico: Pierino dagli archi, Sasha dal flauto, Sonia dall'oboe, Ivan dal clarinetto, il nonno dal fagotto, il lupo da tre corni e i cacciatori dai timpani.

#### After You've Gone
In questo segmento di Hamilton Luske tornano Benny Goodman e la sua orchestra come quattro strumenti antropomorfizzati che sfilano attraverso un parco giochi musicale.

#### Gianni di Feltro e Alice di Paglia
Questo segmento di Jack Kinney racconta la romantica storia di due cappelli, Gianni di Feltro e Alice di Paglia, che si innamorano in una vetrina di un grande magazzino. Quando Alice viene venduta, Gianni fa di tutto per ritrovarla. Alla fine, per puro caso, si incontrano di nuovo e vivono felici e contenti insieme, fianco a fianco. Il segmento è cantato dalle Andrews Sisters (sostituite nell'edizione italiana dal Quartetto Cetra).

#### La balena che voleva cantare all'Opera
Il segmento finale di Hamilton Luske e Clyde Geronimi racconta il finale agrodolce su Gianni (Willy in originale), una balena con un incredibile talento musicale, il cui sogno è di cantare all'Opera. In tutta la città gira la voce che ci sia una balena che canta l'opera. Scienziati e non scienziati si dividono sulla questione. Anche un famoso impresario di nome Tetti-Tatti inizia a studiare il fenomeno e alla fine presume che la balena abbia inghiottito un cantante d'opera. Il miope impresario si propone quindi di uccidere Gianni e salvare il presunto artista e i giornali annunciano la sua spedizione con una baleniera. Un gabbiano amico di Gianni mostra eccitato il giornale alla balena, credendo erroneamente che l'impresario voglia scritturare Gianni e tutti i suoi amici credono che questa sia la sua grande occasione per esibirsi a teatro, così Gianni va incontro alla barca e canta per Tetti-Tatti, dimostrando di poter cantare in tre registri vocali, anche con tre voci contemporaneamente.
Dopo aver sentito cantare Gianni, Tetti-Tatti arriva a credere che la balena abbia inghiottito non uno, ma tre cantanti, e lo insegue con un arpione su una barca assieme agli uomini del suo equipaggio: questi, sentendo cantare Gianni, ne restano ammirati e provano a fermare l'impresario, fino ad immobilizzarlo. Ha inizio una lunga sequenza onirica nella quale Gianni immagina di cantare all'opera in innumerevoli ruoli, ottenendo un successo mondiale. Alla fine, si ritorna bruscamente alla realtà con l'improvviso arpionamento di Gianni. Tetti-Tatti inizialmente esulta, ma viene subito afferrato dai tre marinai che lo bloccano e lo riempiono di botte, mentre in lontananza la balena scappa sotto il mare. Purtroppo il narratore rivela che Gianni ha perso la vita. Il gabbiano si ferma su un pezzo di legno galleggiante mostrandosi triste per la fine del suo amico. Ma il narratore rassicura però che la balena continuerà a cantare in cielo con gli angeli. Chiede inoltre agli spettatori di non avercela troppo con Tetti-Tatti, in quanto, spesso succede che le grandi sorprese del mondo difficilmente possono essere comprese dalle persone.
Nelson Eddy narra ed effettua tutte le voci in questo segmento (nell'edizione italiana viene sostituito da Alberto Sordi e Saturno Meletti). Come Gianni la balena, Eddy cantò tutte e tre le voci maschili nella prima parte del Sestetto dall'opera Lucia di Lammermoor di Donizetti.

## Distribuzione

### Data di uscita
Le date di uscita internazionali sono state:
- 20 aprile 1946 negli USA
- 26 aprile in Brasile (Música, Maestro!)
- 19 luglio in Argentina
- 25 luglio in Messico
- 16 settembre nel Regno Unito
- 25 dicembre in Irlanda
- 13 febbraio 1947 in Australia
- 8 aprile 1948 in Portogallo (Música, Maestro!)
- 1949 in Turchia (Renkli besteler)
- 4 aprile in Svezia
- 14 settembre in Francia (La boîte à musique)
- 13 ottobre in Belgio (La boîte à musique) e Paesi Bassi
- 16 dicembre in Italia
- 21 dicembre 1950 a Hong Kong
- 19 ottobre 1951 in Austria
- 3 gennaio 1952 nelle Filippine
- 18 aprile in Finlandia (Iskelmäparaati)
- 2 giugno in Danimarca (Spil for mig!)

### Edizione italiana
L'edizione italiana del film, a cura di Alberto Liberati, presenta alcune modifiche sostanziali rispetto a quella originale:
- la title track "Make Mine Music" fu sostituita da una versione priva di testo;
- il segmento Casey at the Bat fu completamente rimosso poiché nel 1950 il baseball era uno sport sconosciuto in Italia. L'unica edizione italiana in cui il segmento è presente (seppure in lingua originale) è quella distribuita in VHS;
- nel segmento Quando i gatti si riuniscono fu aggiunta una spiegazione iniziale (sovrapposta alla musica) recitata da Stefano Sibaldi e fu rimossa la parte finale della canzone.

Il doppiaggio italiano del film, diretto da Mario Almirante, venne eseguito dalla C.D.C. negli stabilimenti Fono Roma. La consulenza musicale è di Alberto Paoletti.

### Edizioni home video
Il film fu distribuito in VHS, Betamax e Video 2000 in Italia nel giugno 1983 per il noleggio; venne utilizzato il master video originale, incluso il segmento Casey at the Bat che fu presentato in inglese. Una nuova edizione VHS per il noleggio, con minime variazioni rispetto alla prima, fu pubblicata nell'aprile 1989.
In America del Nord il film fu distribuito in VHS e DVD-Video il 6 giugno 2000 nella collana Walt Disney Gold Classic Collection. Questa versione presenta una leggera censura nel segmento Quando i gatti si riuniscono, dove è stato rimosso il seno della ragazza che esce dalla doccia, ed è completamente priva del segmento I Testoni e i Cuticagna a causa degli scontri a fuoco che vi sono presenti (dai titoli di testa furono quindi rimossi i King's Men). Il DVD include come extra i corti Il paese della musica, Fanfara e Sinfonia della fattoria.
In Italia, nella VHS "Cartoon Classics - Topolino amore mio" (Mickey Be Mine), distribuita nel Febbraio 1996, è presente un nuovo doppiaggio del segmento eseguito negli anni '90 di "Gianni di feltro e Alice di paglia" distribuito per la prima volta in VHS come special cartoon con una traduzione quasi ex-novo del testo italiano della canzone.
In Italia l'uscita in DVD fu annunciata inizialmente per novembre 2003, ma è avvenuta solo il 2 novembre 2016 in un'edizione rimasterizzata, nuovamente senza il segmento Casey at the Bat; il DVD include gli stessi corti extra dell'edizione nordamericana.